# Lauterach (Landschaftsschutzgebiet)
Das Gebiet Lauterach ist ein mit Verordnung der Unteren Naturschutzbehörde beim Landratsamt Alb-Donau-Kreis vom 8. Juni 2005 ausgewiesenes Landschaftsschutzgebiet (LSG-Nummer 4.25.137).

## Lage und Beschreibung
Das 490,4302 Hektar große Gebiet besteht aus mehreren Teilen und umgibt die Gemeinde Lauterach vollständig. Das Gebiet gehört zum Naturraum Mittlere Flächenalb.
Laut Steckbrief handelt es sich um markante Landschaftsformen, reich strukturiertes Landschaftsbild und ausgewogener Naturhaushalt des Großen Lautertals mit Wolfstal und des Hochbergs sowie der angrenzenden Alblandschaft. Typische, landschaftsbildprägende und ökologisch wertvolle Kulturlandschaftselemente. Lokal, regional und überregional bedeutsamer Erholungsraum. Hangbereich des Donautals bei Talheim, Donautal mit Hangbereich östlich von Neuburg und Umgebungsbereich „Urdonautal“: Markante Landschaftsformen, kleinräumige Nutzungsverteilungen, reich strukturiertes Landschaftsbild und ausgewogener Naturhaushalt des Donautals, der nördlich angrenzenden Hangbereiche und des Umgebungsbereiches „Urdonautal“ mit hoher Biotopvielfalt. Typische, landschaftsbildprägende und ökologisch wertvolle Kulturlandschaftselemente. Lokal, regional und überregional bedeutsamer Erholungsraum.
Teile des FFH-Gebiets Großes Lautertal und Landgericht und Teile des Vogelschutzgebiets Täler der Mittleren Flächenalb sowie die flächenhaften Naturdenkmale Quellsumpf, Lauterlauf mit Wasserfall und Tuffsteinbruch, Kreuzberg mit Winterlinde, Felsental mit Märzenbechern, Magerhang mit 2 Winterlinden und 1 Wildbirne, Felsen mit Zigeunerhöhle, Magerer Hang, Fels der Burg "Reichenstein" und Bärenhöhle liegen im Landschaftsschutzgebiet.
Der Schonwald Lautertal-Wolfstal liegt im LSG und das Brünnelesbächle entspringt im LSG und mündet nach einem Lauf von 1,637 km in die Lauter.

## Schutzzweck
Schutzzweck ist gemäß Schutzgebietsverordnung
Beim Landschaftsteil Großes Lautertal – Wolfstal – Hochberg
- die durch markante Landschaftsformen, das reich strukturierte Landschaftsbild und den ausgewogenen Naturhaushalt bedingte Vielfalt, Eigenart und Schönheit des Großen Lautertals mit Wolfstal und des Hochbergs sowie der angrenzenden Alblandschaft zu erhalten;
- die typischen, landschaftsbildprägenden und ökologisch wertvollen Kulturlandschaftselemente wie Feldhecken, Feldgehölze, Ufergehölze, Röhrichte, Hochstaudenfluren Streuobstwiesen, Einzelbäume, Baumgruppen, Feldraine und Magerrasen zu erhalten,
- unverbaute und landschaftsästhetisch wertvolle Teile des Großen Lautertals mit Wolfstal und des Hochbergs sowie der angrenzenden Alblandschaft als lokal, regional und überregional bedeutsamen Erholungsraum zu erhalten;

Bei den Landschaftsteilen Hangbereich des Donautals bei Talheim, Donautal mit Hangbereich östlich von Neuburg und Umgebungsbereich „Urdonautal“
- die durch markante Landschaftsformen, das reich strukturierte Landschaftsbild und den ausgewogenen Naturhaushalt bedingte Vielfalt, Eigenart und Schönheit des Donautals, der nördlich angrenzenden Hangbereiche und des Umgebungsbereichs "Urdonautal" zu erhalten,
- die typischen, landschaftsbildprägenden und ökologisch wertvollen Kulturlandschaftselemente wie Feldhecken, Feldgehölze, Streuobstwiesen, Einzelbäume, Baumgruppen, Feldraine und Magerrasen zu erhalten,
- unverbaute und landschaftsästhetisch wertvolle Teile des Donautals, der nördlich angrenzenden Hangbereiche und des Umgebungsbereich "Urdonautal" als lokal, regional und überregional bedeutsamen Erholungsraum zu erhalten,
- den Teil eines gemeindeübergreifenden charakteristischen Ausschnitts des südlichen Albrandes mit besonders markant ausgeprägten Landschaftsformen, kleinräumigen Nutzungsverteilungen und hoher Biotopvielfalt zu erhalten.